# Marian Wolański
Marian Wolański (ur. 8 października 1939 w Stanisławowie) – polski politolog, specjalista w zakresie polityki zagranicznej RP, problematyki środkowo i wschodnioeuropejskiej, współczesnej myśli politycznej, dr hab., profesor zwyczajny Instytutu Studiów Międzynarodowych Wydziału Nauk Społecznych Uniwersytetu Wrocławskiego i Wydziału Nauk Społecznych Uczelni Jana Wyżykowskiego.

## Życiorys
W 1964 ukończył studia historyczne na Uniwersytecie Wrocławskim. Od 1970 pracował w macierzystej uczelni, w Instytucie Nauk Politycznych. Tam w 1976 obronił pracę doktorską Miejsce Polski w Europie w polskiej myśli politycznej lat 1944–1948 napisaną pod kierunkiem Mariana Orzechowskiego. W 1985 otrzymał na Wydziale Filozoficzno-Historycznym stopień doktora habilitowanego na podstawie pracy Polskie partie i organizacje polityczne w kraju wobec problemu niemieckiego w latach 1949–1969. 27 grudnia 1993 nadano mu tytuł naukowy profesora nauk humanistycznych. Otrzymał nominację na profesora zwyczajnego Instytutu Studiów Międzynarodowych Wydziału Nauk Społecznych Uniwersytetu Wrocławskiego, oraz Wydziału Nauk Społecznych Uczelni Jana Wyżykowskiego.
Pracował na stanowisku dyrektora w Instytucie Studiów Międzynarodowych na Wydziale Nauk Społecznych Uniwersytetu Wrocławskiego i rektora w Dolnośląskiej Wyższej Szkole Przedsiębiorczości i Techniki w Polkowicach.